# Somnus
Dans la Rome ancienne Somnus est la personnification du sommeil, l'équivalent de Hypnos chez les grecs.

## Attribution
Le satellite transneptunien (341520) Mors-Somnus porte le nom de cette divinité associée à Mors.